# Alessandro Zappata
Alessandro Zappata (Comacchio, 16 dicembre 1860 – Ancona, 1º febbraio 1929) è stato un latinista, insegnante e scrittore italiano.

## Biografia
Dopo aver conseguito due lauree all'università di Bologna (la prima in legge, la seconda in lettere) iniziò la sua carriera di insegnante di greco e latino nel Convitto Cicognini di Prato, per poi passare a Urbino, Avellino, Ivrea, Girgenti e infine al liceo classico Carlo Rinaldini di Ancona. Fu autore di numerosi poemetti in lingua latina, il più noto dei quali, intitolato Mater Jesu, mater Judae, fu premiato nel 1928 con la medaglia d'oro del primo classificato al Certamen poeticum Hoeufftianum. Vinse, nello stesso Certamen, la gran lode altre diciotto volte fra il 1897 e il 1925. Fu anche traduttore in lingua italiana di Virgilio e curatore di un'antologia di carmi catulliani.
Fu socio dell'Istituto Marchigiano di scienze, lettere ed arti e della Reale Accademia Virgiliana di Mantova.

## Omaggi
- Gli è stata intitolata la scuola media statale di Comacchio.

- Gli è stata intitolata una strada del centro storico di Ancona.[3]